# Komet Hartley 3
Komet Hartley 3 ali 110P/Hartley 3 je periodični komet z obhodno dobo okoli 6,9 let.
.
 Komet pripada Jupitrovi družini kometov . 

## Odkritje
Komet je odkril 19. februarja 1988 avstralski astronom Malcolm Hartley na Observatoriju Siding Spring v Avstraliji s pomočjo Schmidtovega teleskopa .

## Lastnosti
Premer kometa je 4,3 km .